# アリステイデ・スタウロス
アリステイデ・スタウロス（Aristide Stavros, 2008年6月29日 - ）は、ギリシャの王子。パウロス元王太子とマリー・シャンタルの四男であり、コンスタンティノス2世元国王とアンナ＝マリア元王妃は祖父母にあたる。マリア＝オリンピア、コンスタンティノス・アレクシオス、アキレアス＝アンドレアス、オディッセアス＝キモンは兄弟にあたる。
| 上位 オディッセアス＝キモン | 〈名目上〉ギリシャ王位継承権者 継承順位第4位          | 下位 マリア＝オリンピア |
| 上位 オディッセアス＝キモン | イギリス王位継承順位 他の英連邦王国の王位継承権も同様 | 下位 マリア＝オリンピア |